# Pavel Kiseljov

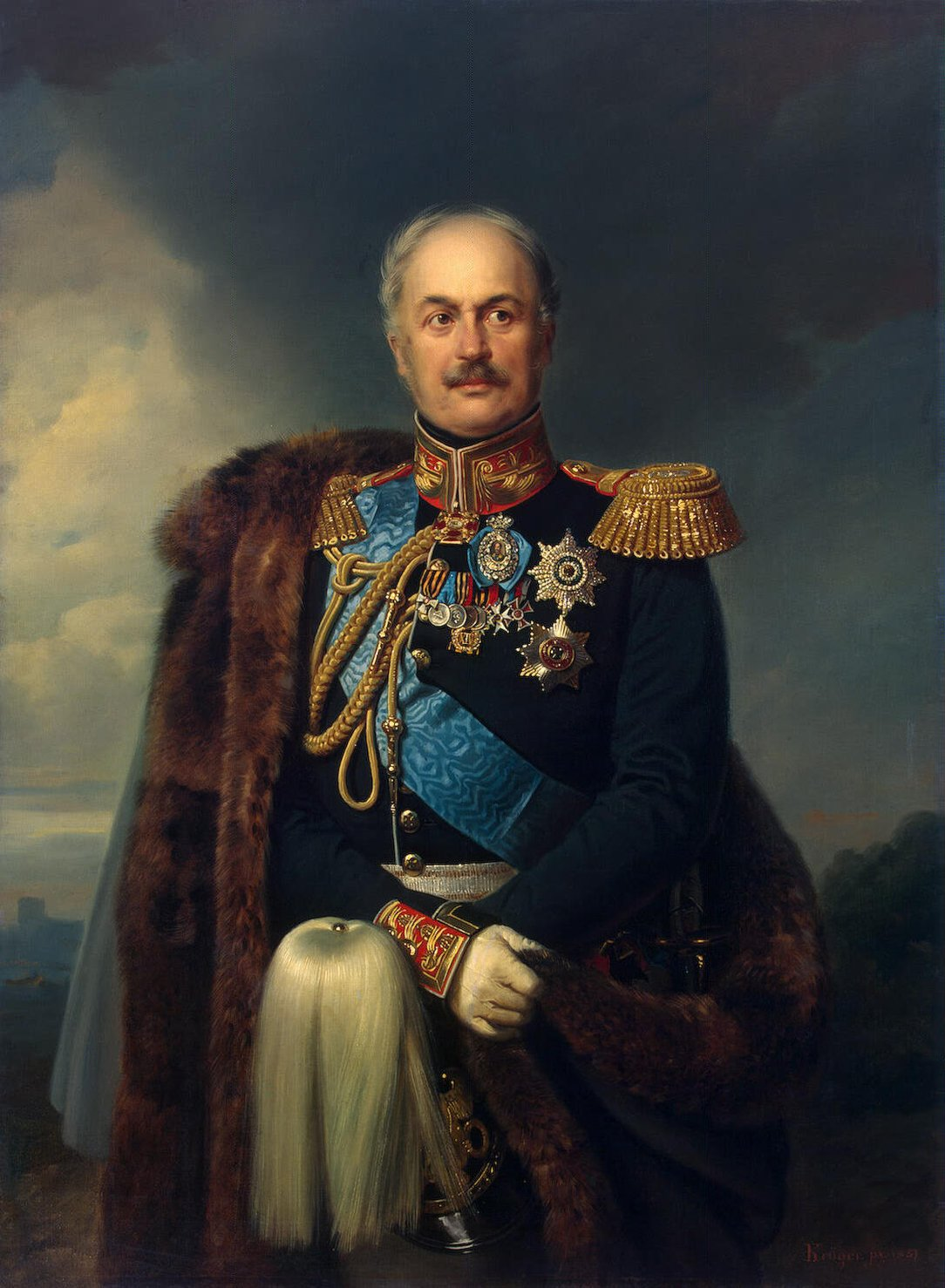
Pavel Kiseleff.

Pavel Dmitrijevitsj Kiseljov (Russisch: Павел Дмитриевич Киселёв), in andere talen beter bekend als Kiseleff (Franse transliteratie), (Moskou, 8 januari 1788  — Parijs, 14 november 1872) was een Russisch generaal. Tussen 1828 en 1834 leidde hij de Russische militaire aanwezigheid in Walachije (tegenwoordig Roemenië). De Kiseleffweg in Boekarest is naar hem genoemd.